# エスキース
エスキース（仏: esquisse）とは、デザインや設計の構想を練るために描かれるスケッチ。通常、フリーハンドでラフに描く。語源的には、「下絵」を指す。
日本では、建築や、環境デザインに関連する計画の初期にコンセプトや概念図等を簡易にまとめ、検討する際の資料作成作業も含むため、この行為全体をエスキース、またはエスキスと呼称している。